# حزب القبعات
حزب القبعات (بالسويدية Hattpartiet أو Hattarna) فصيل سياسي سويدي نشط خلال عصر الحرية (1719-1772). اسمه مستمد من قبعة التريكورن (tricorne) التي يرتديها الضباط والسادة. تنافس على السلطة مع حزب الطواقي. القبعات، الذين حكموا السويد من عام 1738 إلى 1765، انتهجوا سياسة خارجية تحالفية مع فرنسا وحازمة خصوصاً اتجاه روسيا. خلال فترة ولايتهم، خاضت السويد حربين مكلفتين وكارثيتين، في أربعينات وخمسينات القرن الثامن عشر.
‌